# Lend-Lease

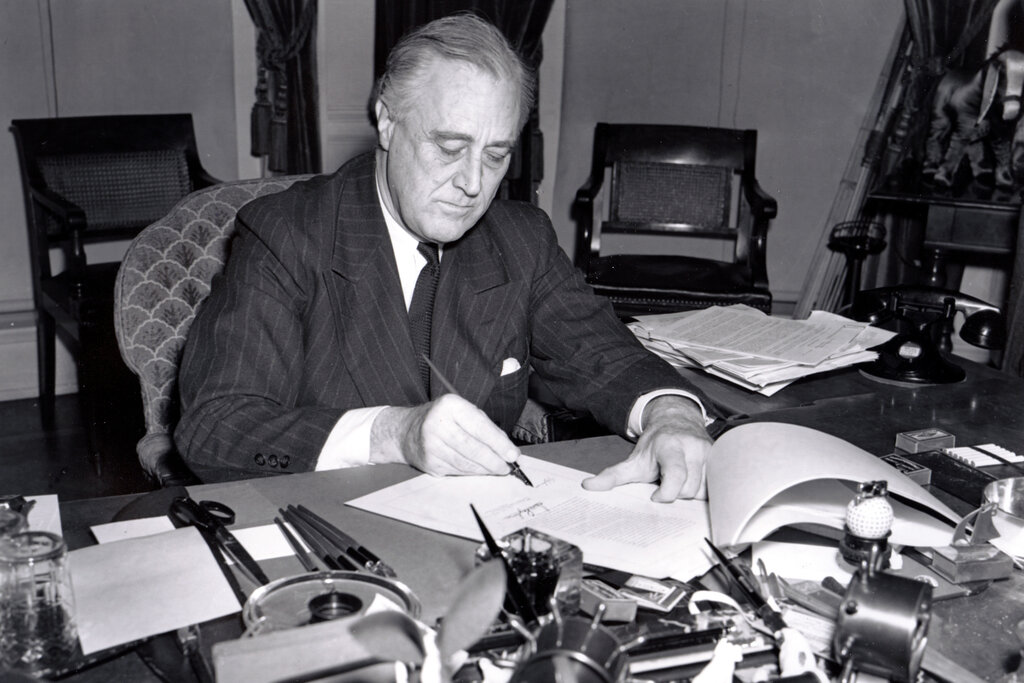
Tổng thống Roosevelt đang ký biên bản Lend-Lease để hỗ trợ cho Anh và Trung Quốc (Tháng 3 năm 1941).

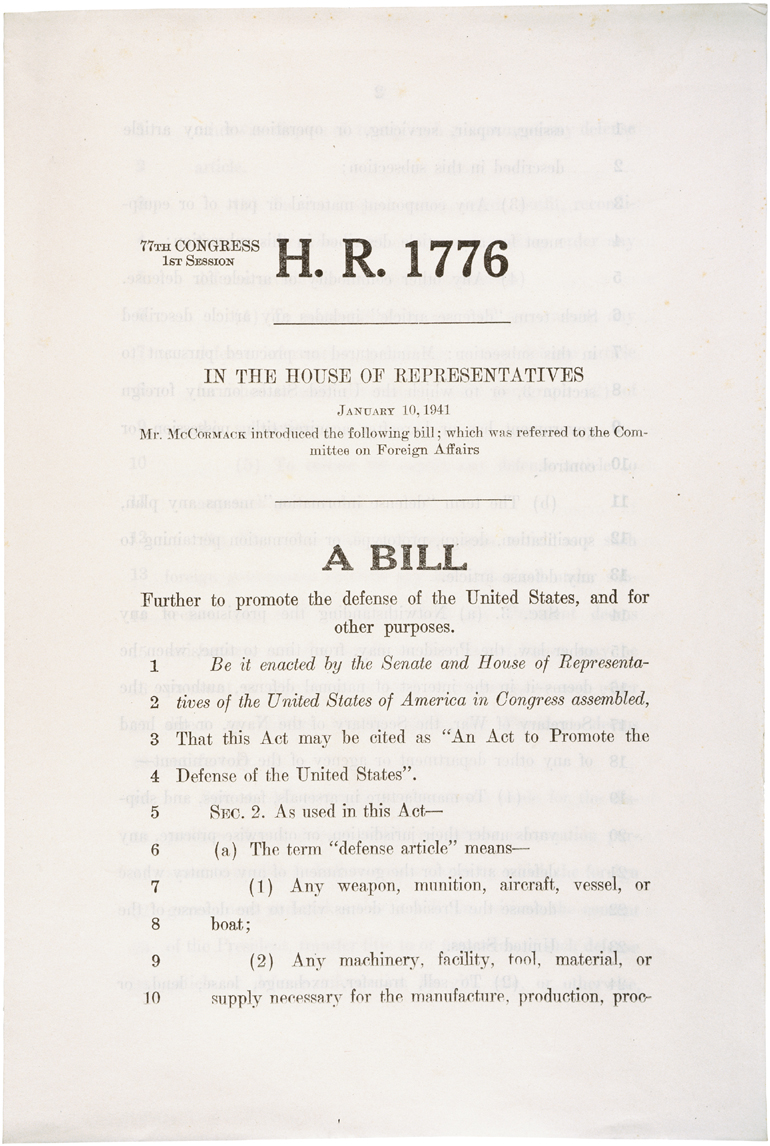
House of Representatives bill # 1776, p.1

Lend-Lease, là chương trình viện trợ của Hoa Kỳ đối với Vương quốc Anh, nước Pháp tự do, Trung hoa dân quốc, Liên Xô và các nước Đồng minh khác. Các mặt hàng viện trợ bao gồm thực phẩm, dầu, và các trang thiết bị quân sự từ năm 1941 đến năm 1945. Các khoản vay dựa trên cơ sở giúp đỡ các nước Đồng minh cũng là để bảo vệ nước Mỹ, khoản viện trợ này bao gồm tàu chiến và máy bay chiến đấu, cùng với các loại vũ khí khác. Nó được ký vào ngày 11 tháng 3 năm 1941 và kết thúc vào ngày 20 tháng 9 năm 1945. Đổi lại, Mỹ được quyền thuê các căn cứ lục quân và hải quân trên lãnh thổ của Đồng minh trong thời kỳ chiến tranh. Canada cũng có một chương trình viện trợ nhỏ hơn tương tự.
Tổng số vật tư trị giá 50,1 tỷ đô la (tương đương 575 tỷ đô la vào năm 2019) đã được viện trợ, hay 17% tổng chi tiêu chiến tranh của Hoa Kỳ. Tổng cộng, 31,4 tỷ đô la được viện trợ cho Vương quốc Anh, 11,3 tỷ đô la cho Liên Xô, 3,2 tỷ đô la cho Pháp, 1,6 tỷ đô la cho Trung Quốc, và 2,6 tỷ đô la dành cho các Đồng minh còn lại. Ngược lại Mỹ đã chi ra tổng cộng 7,8 tỷ USD để thuê các căn cứ đóng quân trên lãnh thổ các nước Đồng minh; trong đó 6,8 tỷ đô la là dành cho các căn cứ đặt tại Anh và Khối thịnh vượng chung. Các điều khoản của thỏa thuận quy định rằng trang thiết bị quân sự phải được sử dụng cho đến khi được trả lại hoặc bị tiêu hủy. Trên thực tế, rất ít thiết bị được trả lại vì hầu hết đã bị phá hủy trong chiến tranh.
Thực tế viện trợ Lend-lease của Mỹ không phải là sự ban tặng, bản thân tên gọi của nó ("Lend-lease", nghĩa là "cho vay - cho thuê") đã cho thấy nó là một dạng hợp đồng "bán vũ khí - trả tiền sau" chứ không phải là cho không. Trong và sau chiến tranh, Anh đã phải trao cho Mỹ nhiều công nghệ tối mật và quyền sử dụng nhiều căn cứ quân sự, trong khi Liên Xô đã phải trả nợ cho những hàng hóa, vũ khí mà Mỹ viện trợ bằng nhiều chuyến tàu chở kim loại quý như bạch kim, vàng trị giá hàng tỷ USD Mỹ. Chính Tổng thống Mỹ Franklin D. Roosevelt đã từng nói về Lend-lease: "Đó là một khoản đầu tư sinh lời"

Chương trình Lend-Lease đã đánh dấu sự can thiệp của Hoa Kỳ vào chiến tranh thế giới 2 và Hoa Kỳ trở nên ủng hộ cởi mở với các nước Đồng minh. Cố vấn chính sách đối ngoại Tổng thống Roosevelt, Harry Hopkins chịu trách nhiệm quản lý chương trình Lend-Lease, đảm bảo rằng nó phù hợp với các mục tiêu chính sách đối ngoại của Roosevelt.

## Lịch sử

### Chủ nghĩa không can thiệp và trung lập của Hoa Kỳ

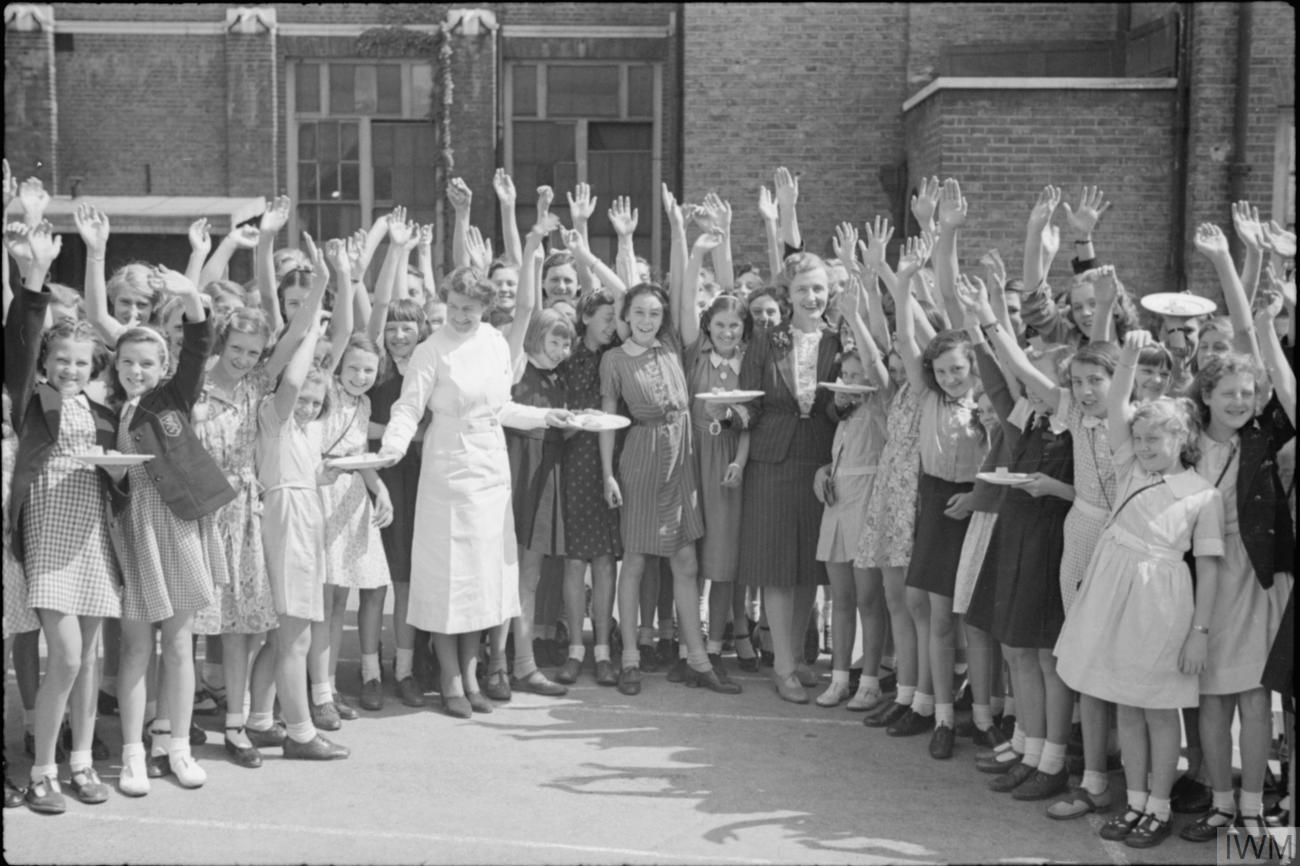
Viện trợ lương thực từ Mỹ: Các học sinh Anh vẫy tay trước ống kính khi nhận được đĩa thịt xông khói và trứng.

Những năm thập kỷ 1930, nước Mỹ bước vào cuộc Đại khủng hoảng làm suy giảm kinh tế toàn cầu, sau đó là cuộc suy thoái kinh tế năm 1937-1938, tuy có quy mô nhỏ hơn nhưng vẫn là một trong số những cuộc suy thoái tồi tệ nhất thế kỷ 20. Năm 1934, Quốc hội Mỹ đã ban hành đạo luật trung lập vào những năm 1930, được thúc đẩy bằng chủ nghĩa trung lập - sau khi nước Mỹ trải qua cuộc chiến tranh thế giới I tốn kém (các khoản nợ thời chiến vẫn chưa được trả hết), và tìm cách đảm bảo rằng đất nước sẽ không bị vướng vào các cuộc xung đột nào nữa. Các Đạo luật Trung lập vào các năm 1935, 1936 và 1937 có mục đích giữ cho Hoa Kỳ không tham gia vào các cuộc chiến tranh, bằng cách cấm người Mỹ bán hoặc vận chuyển vũ khí, hoặc các vật liệu chiến tranh khác cho các quốc gia tham chiến.

### Bán vũ khí trả tiền mặt
Tuy nhiên vào năm 1939 – với việc Đức, Nhật và Italia theo đuổi các chính sách quân sự, hiếu chiến – Tổng thống Roosevelt muốn có sự linh hoạt hơn để giúp kiềm chế phe Trục. Ông đề nghị sửa đổi đạo luật để cho phép các quốc gia Đồng minh mua hàng hóa quân sự, vũ khí và đạn dược nếu họ trả tiền mặt và chịu rủi ro khi vận chuyển hàng hóa trên các tàu không phải của Mỹ, một chính sách có lợi cho Anh và Pháp. Ban đầu, đề xuất này đã thất bại, nhưng sau khi Đức xâm lược Ba Lan vào tháng 9, Quốc hội Mỹ đã thông qua Đạo luật Trung lập năm 1939 theo đó chấm dứt lệnh cấm vận vũ khí trên cơ sở "tiền mặt mang theo". Việc thông qua sửa đổi năm 1939 đối với các Đạo luật Trung lập trước đó đã đánh dấu sự khởi đầu của sự chuyển đổi của Quốc hội khỏi chủ nghĩa biệt lập, thực hiện một bước đầu tiên đối với chủ nghĩa can thiệp.
Sau Trận chiến nước Pháp tháng 6 năm 1940, Khối thịnh vượng chung và Đế quốc Anh là lực lượng duy nhất tham gia vào cuộc chiến chống lại Đức và Ý. Vương quốc Anh đã thanh toán nhu cầu hàng hóa của mình bằng vàng như một phần của chương trình " tiền mặt mang theo ", theo yêu cầu của Đạo luật Trung lập của Hoa Kỳ những năm 1930 , nhưng đến năm 1941, nước này đã thanh lý quá nhiều tài sản khiến tiền mặt của họ ngày càng cạn kiệt. Lực lượng quân đội viễn chinh Anh đã mất 68.000 lính trong các chiến dịch tại Pháp, và sau cuộc di tản Dunkirk năm 1940, phần lớn thiết bị trang bị quân sự của Anh đã bị bỏ lại.
Trong cùng thời gian này, chính phủ Mỹ bắt đầu tổng động viên, đưa ra dự thảo đầu tiên trong thời bình và ngân sách quốc phòng tăng gấp 5 lần (từ 2 tỷ USD lên 10 tỷ USD). Trong khi đó, Vương quốc Anh đang cạn kiệt tiền tệ thanh khoản và muốn không bị buộc phải bán bớt tài sản của Anh. Ngày 7 tháng 12 năm 1940, Thủ tướngWinston Churchill gửi bức thư dải 15 trang cho Tổng thống Roosevelt đề nghị sự giúp đỡ của Mỹ. Thông cảm cho hoàn cảnh của người Anh, nhưng bị cản trở bởi dư luận và Đạo luật Trung lập, cấm bán vũ khí theo hình thức tín dụng hoặc cho vay tiền cho các quốc gia hiếu chiến, Roosevelt cuối cùng đã nảy ra ý tưởng "cho các nước Đồng minh thuê các trang thiết bị quân sự cùng với các nhu yếu phẩm khác".
Tháng 9 năm 1940, khi Đức không kích Anh, Anh đã gửi một đoàn các nhà khoa học sang Mỹ trong khuôn khổ Chương trình Tizard. Mục đích là chia sẻ công nghệ của Anh cho Mỹ, nhằm tận dụng khả năng sản xuất công nghiệp rất lớn của Mỹ khi đó. Những công nghệ này bao gồm magnetron khoang (công nghệ cốt lõi giúp chế tạo các radar có hiệu suất cao), thiết kế ngòi nổ cận đích, chi tiết động cơ phản lực của Frank Whittle và bản giới thiệu Frisch–Peierls mô tả tính khả thi của bom nguyên tử. Ngoài ra, còn có thiết kế rockets, bộ tăng áp, máy ngắm trên máy bay, thiết bị phát hiện tàu ngầm, thùng chứa nhiên liệu tự hàn kín và chất nổ dẻo.

### Đề xuất chương trình Cho vay và cho thuê
Sau một thập kỷ trung lập, Roosevelt muốn Mỹ ủng hộ quân Đồng minh, nhưng đồng thời vẫn giữ quan điểm trung lập của Hoa Kỳ. Ban đầu, chính sách của Mỹ là giúp đỡ người Anh nhưng không tham chiến. Vào đầu tháng 2 năm 1941, một cuộc thăm dò cho thấy 54% người Mỹ ủng hộ viện trợ cho người Anh vô điều kiện. 15% ủng hộ nhưng phải có các điều kiện như: "Nếu điều đó không khiến chúng ta tham chiến", hoặc "Nếu người Anh có thể gửi các công nghệ quân sự để đảm bảo về an ninh cho nước Mỹ giống như những gì mà người Mỹ đã cung cấp cho Anh." Chỉ có 22% phản đối dứt khoát đề xuất của Tổng thống. Khi những người tham gia cuộc thăm dò được hỏi về đảng phái của họ, cuộc thăm dò đã tiết lộ một sự chia rẽ chính trị: 69% đảng viên Đảng Dân chủ hoàn toàn ủng hộ chương trình Lend-Lease, trong khi chỉ 38% đảng viên Đảng Cộng hòa ủng hộ dự luật vô điều kiện.
Những người phản đối dự luật Lend-Lease mạnh mẽ nhất là các đảng viên Đảng Cộng hòa theo chủ nghĩa Trung lập trong Quốc hội. Khi Hạ viện Hoa Kỳ thực hiện bỏ phiếu vào ngày 9 tháng 2 năm 1941, đảng Dân chủ bỏ 238 phiếu thuận/25 phiếu chống và Đảng Cộng hòa bỏ 24 phiếu thuận/135 phiếu chống.
Cuộc bỏ phiếu tại Thượng viện, diễn ra vào ngày 9 tháng 3, cho thấy sự khác biệt đảng phái tương tự: 49 đảng viên Dân chủ (79 phần trăm) bỏ phiếu "thuận" và chỉ 13 đảng viên Dân chủ (21 phần trăm) bỏ phiếu "không". Ngược lại, 17 đảng viên Cộng hòa (63 phần trăm) bỏ phiếu chống trong khi 10 thành viên Cộng hòa ở Thượng viện (37 phần trăm) đứng về phía đảng Dân chủ để thông qua dự luật.
Tổng thống Roosevelt ký thỏa thuận Lend-Lease vào ngày 11 tháng 3 năm 1941, cho phép ông đưa ra quyết định bán, chuyển nhượng quyền sở hữu, cho thuê, trao đổi quốc phòng cho bất kỳ chính phủ nào mà ông cho là thân thiện. Vào tháng 4, chương trình được mở rộng với việc bổ sung Trung hoa dân quốc, và đến tháng 10 bổ sung thêm Liên Xô. Tổng thống Roosevelt đã ký chấp nhận hỗ trợ Vương quốc Anh 1 tỉ đô la tính đến hết tháng 10 năm 1941, bao gồm việc chuyển giao cho Hải quân Anh và Hải quân hoàng gia Canada 50 tàu khu trục của Hải quân Mỹ, đổi lại là Hải quân Mỹ được phép sử dụng các căn cứ tại biển Caribe. Tổng thống Anh Churchill cũng cho phép Mỹ thuê miễn phí các quân cảng tại Bermuda và Newfoundland.
Sau cuộc tấn công tại Trân Châu Cảng dẫn đến việc Mỹ tham chiến vào tháng 12 năm 1941, các chính sách đối ngoại ít khi được Quốc hội Mỹ thảo luận, và chương trình Lend-Lease đã được tiếp tục triển khai mà rất ít bị cắt giảm. Mùa xuân năm 1944, Hạ viện đã thông qua dự luật đổi mới chương trình Cho thuê tài chính với 334 phiếu thuận/21 phiếu chống. Thượng viện đã thông qua bằng một cuộc bỏ phiếu từ 63 phiếu thuận/1 phiếu chống.

### Hỗ trợ Đồng minh đa phương
Vào tháng 2 năm 1942, Mỹ và Anh đã ký Hiệp định viện trợ lẫn nhau Anh-Mỹ như một phần của chương trình hỗ trợ giữa các nước Đồng minh trong chiến tranh, nhằm cung cấp cho nhau hàng hóa, dịch vụ và viện trợ lẫn nhau.

## Quy mô, giá trị và tính kinh tế
| Tổng cộng          | 48.395,4 | 48.395,4 | 48.395,4 |
| Vương quốc Anh     | 31,387.1 |          |          |
| Brazil             | 372.0    |          |          |
| Liên Xô            | 10,982.1 |          |          |
| Mexico             | 39.2     |          |          |
| Pháp               | 3,223.9  |          |          |
| Chile              | 21.6     |          |          |
| Trung hoa dân quốc | 1,627.0  |          |          |
| Peru               | 18.9     |          |          |
| Netherlands        | 251.1    |          |          |
| Colombia           | 8.3      |          |          |
| Belgium            | 159.5    |          |          |
| Ecuador            | 7.8      |          |          |
| Hy Lạp             | 81.5     |          |          |
| Uruguay            | 7.1      |          |          |
| Norway             | 47.0     |          |          |
| Cuba               | 6.6      |          |          |
| Turkey             | 42.9     |          |          |
| Bolivia            | 5.5      |          |          |
| Nam Tư             | 32.2     |          |          |
| Venezuela          | 4.5      |          |          |
| Saudi Arabia       | 19.0     |          |          |
| Guatemala          | 2.6      |          |          |
| Poland             | 12.5     |          |          |
| Paraguay           | 2.0      |          |          |
| Liberia            | 11.6     |          |          |
| Dominican Republic | 1.6      |          |          |
| Iran               | 5.3      |          |          |
| Haiti              | 1.4      |          |          |
| Ethiopia           | 5.3      |          |          |
| Nicaragua          | 0.9      |          |          |
| Iceland            | 4.4      |          |          |
| El Salvador        | 0.9      |          |          |
| Iraq               | 0.9      |          |          |
| Honduras           | 0.4      |          |          |
| Czechoslovakia     | 0.6      |          |          |
| Costa Rica         | 0.2      |          |          |

Tổng giá trị của chương trình Lend-Lease là 50,1 tỷ $ (tương đương với 575 tỷ $ vào năm 2018), hay chiếm 17% tổng chi phí chiến tranh của Hoa Kỳ Trong đó, 31,4 tỷ $ (360 tỷ $) được dành cho Vương quốc Anh, 11,3 tỷ đô la (130 tỷ đô la) cho Liên Xô, 3,2 tỷ đô la (36,7 tỷ đô la) cho Pháp, 1,6 tỷ đô la (18,4 tỷ đô la) cho Trung Hoa Dân Quốc, và 2,6 tỷ đô la còn lại cho các Đồng minh khác. Ngược lại, Hoa Kỳ cũng được phép thuê các căn cứ đóng quân trên lãnh thổ Đồng minh, với tổng trị giá 7,8 tỷ USD; trong số này, 6,8 tỷ đô la đến từ Vương quốc Anh và Khối thịnh vượng chung, chủ yếu là Úc và Ấn Độ. Các điều khoản của thỏa thuận quy định rằng các phương tiện/vật liệu phải được sử dụng cho đến khi được trả lại hoặc bị tiêu hủy. Trong thực tế, rất ít thiết bị có thể sử dụng được trong thời bình.
Canada không phải là một phần của Lend Lease. Tuy nhiên, nước này cũng có một chương trình tương tự có tên là Viện trợ tương hỗ đã gửi khoản vay trị giá 1 tỷ đô la Canada (tương đương 14,9 tỷ đô la Canada vào năm 2020) và 3,4 tỷ đô la Canada (50,6 tỷ đô la Mỹ) hỗ trợ cho Anh và các nước Đồng minh.

Tỉ lệ Tổng sản phẩm nội địa giữa các nước Đồng minh và Phe trục, 1938–1945.

## Tầm quan trọng của chương trình
Lend-Lease đã góp phần vào chiến thắng của phe Đồng minh. Ngay cả sau khi các lực lượng của Hoa Kỳ ở Châu Âu và Thái Bình Dương bắt đầu đạt được sức mạnh toàn diện trong giai đoạn 1943–1944, Lend-Lease vẫn tiếp tục. Hầu hết các nước Đồng minh chủ yếu tự túc về xe tăng và máy bay chiến đấu vào thời điểm này nhưng Lend-Lease là một nguồn bổ sung cần thiết và chương trình cũng cung cấp cả các phương tiện hậu cần khác (bao gồm cả phương tiện cơ giới và thiết bị đường sắt).
Phần lớn ý nghĩa của viện trợ Lend-Lease có thể được hiểu rõ hơn khi xét đến hình thái tác chiến mới trong Thế chiến II, cũng như những thay đổi về kinh tế do chiến tranh gây ra. Một trong những điểm khác biệt lớn nhất so với các cuộc chiến trước là sự gia tăng đáng kể về khả năng cơ động của bộ binh. Đây là cuộc chiến tranh lớn đầu tiên mà các đơn vị cơ giới hóa được thành lập; binh lính được yểm trợ với số lượng lớn đủ loại phương tiện. Hầu hết các nước tham chiến đều tập trung vào sản xuất các loại vũ khí, và cắt giảm sản xuất các mặt hàng được cho là không thiết yếu, gây ra sự thiếu hụt các sản phẩm liên quan cho quân đội hoặc như một phần của tổ hợp quân sự–công nghiệp. Sản xuất công nghiệp, vũ khí và đặc biệt là các phương tiện không bọc thép của Mỹ đã đóng vai trò rất quan trọng, nhất đối với Vương quốc Anh và Trung Hoa dân quốc.
Liên Xô phụ thuộc rất nhiều vào vận tải đường sắt và bắt đầu công nghiệp hóa nhanh từ nửa cuối những năm 1920 Những năm 1930 (Đại khủng hoảng), hàng trăm công ty nước ngoài đã được Liên Xô đặt hàng xây dựng các nhà máy. Chỉ trong vòng một tuần kể từ ngày 31 tháng 5 năm 1929, 16 nhà máy đã được xây dựng mới. Khi chiến tranh vệ quốc nổ ra, những nhà máy này đã được chuyển đổi công năng từ sản xuất các mặt hàng dân sự và đầu máy xe lửa sang sản xuất các sản phẩm quân sự chỉ trong vòng một đêm. Tổng cộng, 92,7% thiết bị đường sắt mới sản xuất mới trong thời chiến của Liên Xô là do Lend-Lease cung cấp, bao gồm 1.911 đầu máy xe lửa và 11.225 toa xe lửa (tuy nhiên cần lưu ý là Liên Xô từ trước đó đã dự trữ ít nhất 20.000 đầu máy và 500.000 toa xe lửa, nên nếu không có Lend-Lease thì vận tải đường sắt của Liên Xô vẫn tự đảm bảo được)
Tuy nhiên, xét cụ thể thì tổng giá trị viện trợ chỉ bằng 4% tổng lượng sản xuất của Liên Xô trong những năm chiến tranh (trong khi Liên Xô phải chống đỡ 75% binh lực của Đức và chư hầu) Các số liệu cho thấy vũ khí Lend-Lease chỉ cung cấp một đóng góp nhỏ cho nỗ lực chiến tranh của Liên Xô (chiếm chưa đầy 2% pháo binh, 12% số máy bay, 10% số xe tăng mà Liên Xô sử dụng) Mặt khác, 85% lượng hàng Lend-Lease chỉ được chuyển đến sau tháng 1 năm 1943, tức là sau Trận Stalingrad, khi đó mức sản xuất của Liên Xô đã vượt xa Đức và chiến thắng chung cuộc của Liên Xô đã gần như chắc chắn. Rõ ràng chương trình Lend-Lease đã đến quá muộn và cũng không đủ lớn để trở thành nhân tố quyết định trong chiến thắng của Liên Xô, nhưng dù sao nó cũng tăng tốc quá trình đánh bại Đức, giúp Liên Xô giảm bớt thiệt hại trong chiến tranh

Một số sử gia như M. Harison tin rằng nếu không có "lend - lease", Liên Xô vẫn sẽ chiến thắng, chỉ là chiến thắng đó sẽ đến chậm hơn vài tháng. Ngược lại, nếu không có sự tham gia của Liên Xô (chống đỡ 70% lực lượng Đức và chư hầu) thì Mỹ-Anh sẽ khó có thể đánh bại được khối Phát xít ở châu Âu David Glantz, nhà sử học quân sự người Mỹ nổi tiếng với những cuốn sách về mặt trận phía Đông, kết luận:
 Viện trợ Lend-Lease không đủ để tạo ra sự khác biệt giữa thất bại và chiến thắng trong các năm 1941–1942; thành tựu đó hoàn toàn là do nhân dân Liên Xô và thần kinh sắt đá của Stalin, Zhukov, Shaposhnikov , Aleksandr Mikhailovich Vasilevsky, cùng với cấp dưới của họ. Tuy nhiên, khi chiến tranh tiếp diễn, Hoa Kỳ và Anh đã cung cấp nhiều phương tiện chiến tranh và nguyên liệu chiến lược cần thiết cho chiến thắng của Liên Xô... Nếu không có viện trợ, Stalin và các tướng lĩnh Hồng quân có thể sẽ phải mất thêm từ 12 đến 18 tháng để kết thúc chế độ Phát xít Đức. Kết quả cuối cùng có lẽ sẽ giống nhau, ngoại trừ việc những người lính Liên Xô có thể sẽ tiến tới các bãi biển Đại Tây Dương của Pháp.

## Trả lại hàng viện trợ sau chiến tranh
Tổng thống Franklin D. Roosevelt muốn có sự ủng hộ của người dân Mỹ cho chương trình Lend-Lease gây tranh cãi này, đã giải thích với công chúng và báo chí rằng kế hoạch của ông có thể so sánh với việc một người hàng xóm cho người khác mượn vòi làm vườn để dập lửa trong nhà của người hàng xóm. "Tôi phải làm gì trong một cuộc khủng hoảng như vậy?" Tổng thống hỏi tại một cuộc họp báo. "Tôi không nói ... 'Hàng xóm ơi, cái vòi làm vườn của tôi tốn của tôi 15 đô la; bạn phải trả cho tôi 15 đô la cho nó' ... Tôi không muốn 15 đô la - Tôi muốn vòi làm vườn của mình được trả lại sau khi đám cháy đã được dập tắt." Thượng nghị sĩ Robert Taft (R-Ohio) đã trả lời: "Cho mượn thiết bị quân sự là một việc giống như cho mượn kẹo cao su - bạn chắc chắn không muốn được trả lại vẫn chiếc kẹo cao su đó."
Trên thực tế, rất ít hàng hóa được trả lại cho Mỹ, ngoại trừ một số tàu vận tải không vũ trang. Thỏa thuận Lend-Lease với 30 quốc gia quy định việc hoàn trả không phải bằng tiền hoặc hàng hóa trả lại, mà là "hành động chung hướng tới việc tạo ra một trật tự kinh tế quốc tế được tự do hóa trên toàn cầu sau khi chiến tranh kết thúc." Đó là Mỹ sẽ có uy thế ở các tổ chức ngoại giao và thương mại quốc tế, chẳng hạn như Liên hợp quốc.

## Các tuyến vận tải tới Liên Xô
| Năm  | Lượng hàng (tấn) | %    |
| ---- | ---------------- | ---- |
| 1941 | 360.778          | 2,1  |
| 1942 | 2.453.097        | 14   |
| 1943 | 4.794.545        | 27,4 |
| 1944 | 6.217.622        | 35,5 |
| 1945 | 3.673.819        | 21   |
| Tổng | 17.499.861       | 100  |

Nếu như Đức đánh bại Liên Xô, Đức sẽ chiếm được toàn bộ châu Âu. Roosevelt lo sợ nếu Liên Xô thất bại, thì quân Đồng minh sẽ không thể đánh bại Đức quốc xã, do đó ông đã quyết định phải trợ giúp Liên Xô trong cuộc chiến chống lại Đức. Đại sứ Liên Xô tại Mỹ Maxim Litvinov là người đã có đóng góp quan trọng trong việc ký kết thỏa thuận Lend-Lease vào năm 1941. Người Mỹ sẽ viện trợ cho Liên Xô theo từng giai đoạn như sau:
- Giai đoạn "Tiền Lend-lease" từ ngày 22 tháng 6 năm 1941, đến ngày 30 tháng 9 năm 1941 (trả bằng vàng và các khoáng sản khác)
- Nghị định thư viện trợ đầu tiên có hiệu lực từ ngày 1 tháng 10 năm 1941 đến ngày 30 tháng 6 năm 1942 (ký ngày 7 tháng 10 năm 1941),[45] hàng viện trợ sẽ được Anh sản xuất và chuyển giao cho Liên Xô bằng nguồn tín dụng của Mỹ.
- Nghị định thư viện trợ thứ 2 có hiệu lực từ ngày 1 tháng 7 năm 1942 đến ngày 30 tháng 6 năm 1943 (ký ngày 6 tháng 10 năm 1942)
- Nghị định thư viện trợ thứ 3 có hiệu lực từ ngày 1 tháng 7 năm 1943, to ngày 30 tháng 6 năm 1944 (ký ngày 19 tháng 10 năm 1943)
- Nghị định thư viện trợ thứ 4 có hiệu lực từ ngày 1 tháng 7 năm 1944 (ký ngày 17 tháng 4 năm 1945), chính thức kết thúc vào ngày 12 tháng 5 năm 1945, tuy nhiên Hoa Kỳ vẫn tiếp tục viện trợ cho Liên Xô đổi lại Liên Xô tham chiến đánh Nhật Bản từ ngày 8 tháng 8 năm 1945 theo thỏa thuận "Milepost", cho đến khi Nhật Bản đầu hàng vào ngày 2 tháng 9 năm 1945. Ngày 20 tháng 9 năm 1945, tất cả các khoản viện trợ cho Liên Xô theo chương trình Lend-Lease chính thức kết thúc.

Hàng viện trợ được chuyển cho Liên Xô qua tuyến đường vận tải trên biển Bắc Cực, qua Iran và qua biển Thái Bình Dương.
Tuyến đường vận tải qua biển Bắc Cực là tuyến đường ngắn nhất để tới Liên Xô, nhưng cũng là tuyến đường nguy hiểm nhất do nó đi qua vùng biển Nauy khi đó đang nằm dưới sự kiểm soát của Đức. Đã có tổng cộng 3.964.000 tấn hàng hóa được vận chuyển qua đường biển Bắc Cực; trong đó có 93% số hàng hóa được chuyển đến Liên Xô an toàn. Lượng hàng hóa chuyển cho Liên Xô qua tuyến đường vận tải biển Bắc cực chiếm 23% tổng lượng hàng hóa viện trợ cho Liên Xô trong chiến tranh.
Tuyến đường vận tải qua Iran là tuyến đường xa nhất, và chỉ được đưa vào hoạt động từ giữa năm 1942. Qua tuyến đường này đã có 4.160.000 tấn hàng được chuyển cho Liên Xô, chiếm 27%.
Tuyến vận tải qua biển Thái Bình Dương bắt đầu từ tháng 8 năm 1941, nhưng chịu nhiều ảnh hưởng bởi các cuộc xung đột giữa Hoa Kỳ và Nhật Bản; kể từ năm 1941, chỉ có tàu vận tải của Liên Xô được sử dụng trên tuyến đường biển này. Ngoài ra do tình trạng trung lập giữa Liên Xô và Nhật, nên các tàu hàng của Liên Xô chỉ chở những loại hàng hóa phi quân sự. Khoảng 8.244.000 tấn hàng hóa đã được chuyển cho Liên Xô qua tuyến vận tải biển Thái Bình Dương, chiếm 50% tổng số.
Tổng cộng, Hoa Kỳ giao hàng cho Liên Xô thông qua Lend-Lease lên tới 11 tỷ USD các thiết bị quân sự gồm: hơn 400.000 xe jeep và xe tải; 12.000 xe bọc thép (bao gồm 7.000 xe tăng, gồm khoảng 1.386 xe tăng M3 Lee và 4.102 xe M4 Sherman); 11.400 máy bay (gồm 4.719 chiếc Bell P-39 Airacobras) và 1,75 triệu tấn lương thực.
Khoảng 17,5 triệu tấn thiết bị quân sự, phương tiện, vật tư công nghiệp và thực phẩm đã được vận chuyển từ Tây Bán cầu đến Liên Xô, 94% đến từ Mỹ. Để so sánh, quân Mỹ tại châu Âu đã sử dụng tổng cộng 22 triệu tấn vật tư từ tháng 1 năm 1942 đến tháng 5 năm 1945. Người ta ước tính rằng chỉ riêng khối lượng hàng được Mỹ chuyển giao cho Liên Xô thông qua ngả Iran, cũng đủ để duy trì 60 sư đoàn chiến đấu theo như tiêu chuẩn của quân đội Mỹ.
Người Mỹ chỉ hạn chế việc viện trợ cho Liên Xô các máy bay ném bom hạng nặng. Trong giai đoạn 4 của chương trình Lend Lease (ngày 1 tháng 7 năm 1944 đến ngày 30 tháng 6 năm 1945) Liên Xô đã yêu cầu Mỹ cung cấp 240 máy bay ném bom B-17 Flying Fortress và 300 chiếc B-24 Liberator, nhưng Mỹ đã không cung cấp bất kỳ một máy bay ném bom nào. Đây cũng là lần đầu tiên Liên Xô đề nghị Mỹ cung cấp máy bay ném bom hạng nặng.
Trong khi đó, Hoa Kỳ đã sản xuất được tới hơn 30.000 máy bay ném bom hạng nặng trong suốt chiến tranh.
Liên Xô chỉ có một số lượng nhỏ máy bay ném bom. Trong đó máy bay ném bom hiện đại nhất của Liên Xô là Petlyakov Pe-8, và khi chiến tranh nổ ra, Liên Xô mới chỉ có 27 chiếc máy bay ném bom loại này, và Liên Xô chỉ sản xuất thêm được 100 chiếc cho đến khi kết thúc chiến tranh.

Tính tổng cộng từ ngày 1 tháng 10 năm 1941 đến ngày 31 tháng 5 năm 1945, Hoa Kỳ đã chuyển giao cho Liên Xô: 427.284 xe tải, 13.303 xe thiết giáp, 35.170 mô tô, 2.328 xe công vụ, 2.670.371 tấn chế phẩm dầu mỏ (xăng và dầu), tương đương 57,8%. nhiên liệu hàng không có chỉ số octan cao, 4.478.116 tấn thực phẩm (thịt hộp, đường, bột mì, muối, v.v.), 1.911 đầu máy hơi nước, 66 đầu máy diesel, 9.920 toa phẳng, 1.000 toa tự đổ, 120 toa xe bồn, và 35 ô tô máy móc hạng nặng. Hàng hóa vũ khí được cung cấp (đạn dược, đạn pháo, mìn, vật liệu nổ các loại) chiếm tới 53% tổng đạn dược của Hồng quân. Công ty Ford cũng chuyển giao cho Liên Xô một nhà máy sản xuất lốp xe. Theo thời giá năm 1947, tổng giá trị hàng hóa mà Mỹ chuyển giao cho Liên Xô lên tới 11 tỉ đô la.

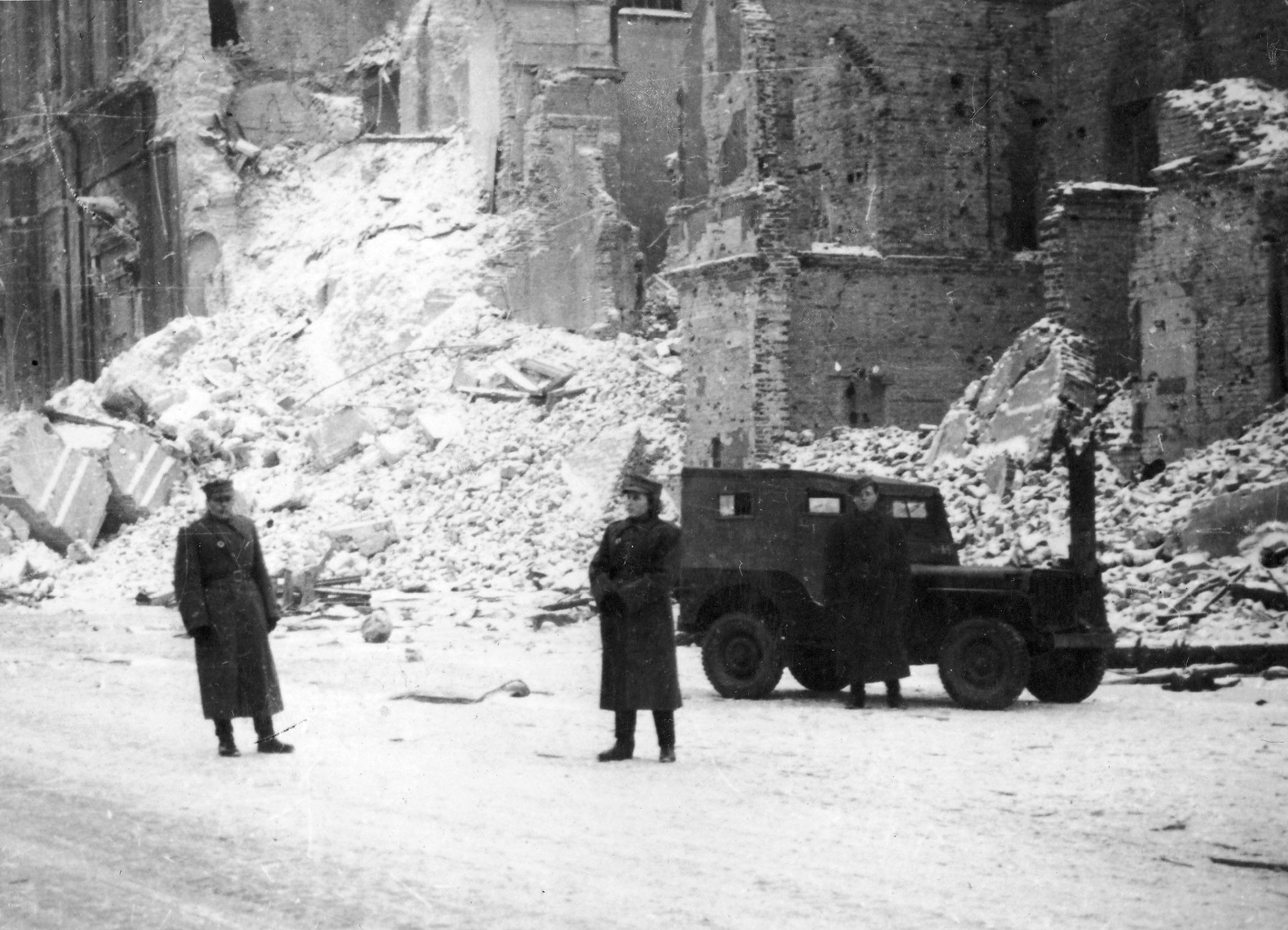
Warsaw năm 1945: Willys jeep do Mỹ viện trợ được Quân đoàn 1 Ba Lan sử dụng.
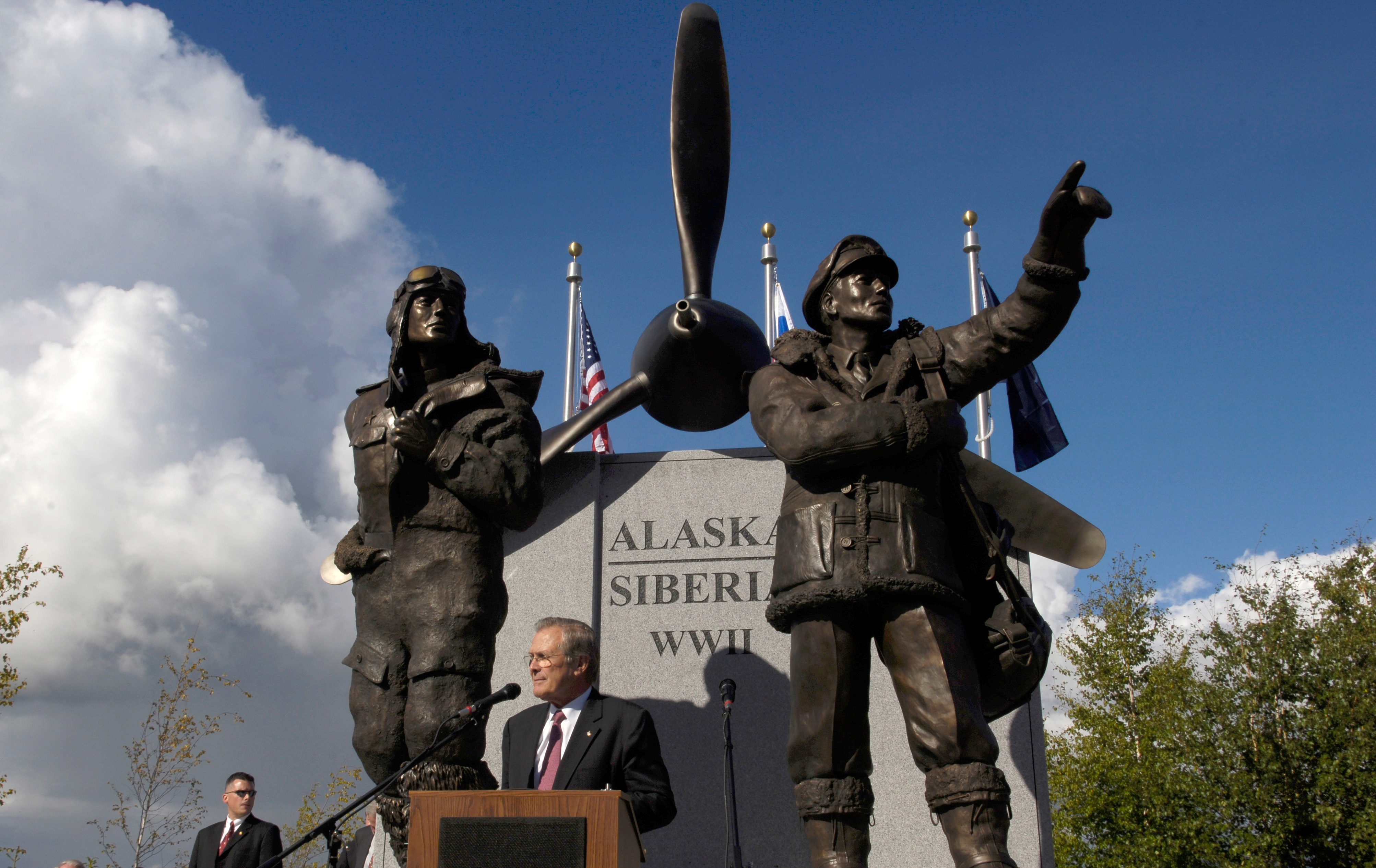
Tượng đài kỷ niệm chương trình Lend-Lease đặt tại Fairbanks, Alaska.
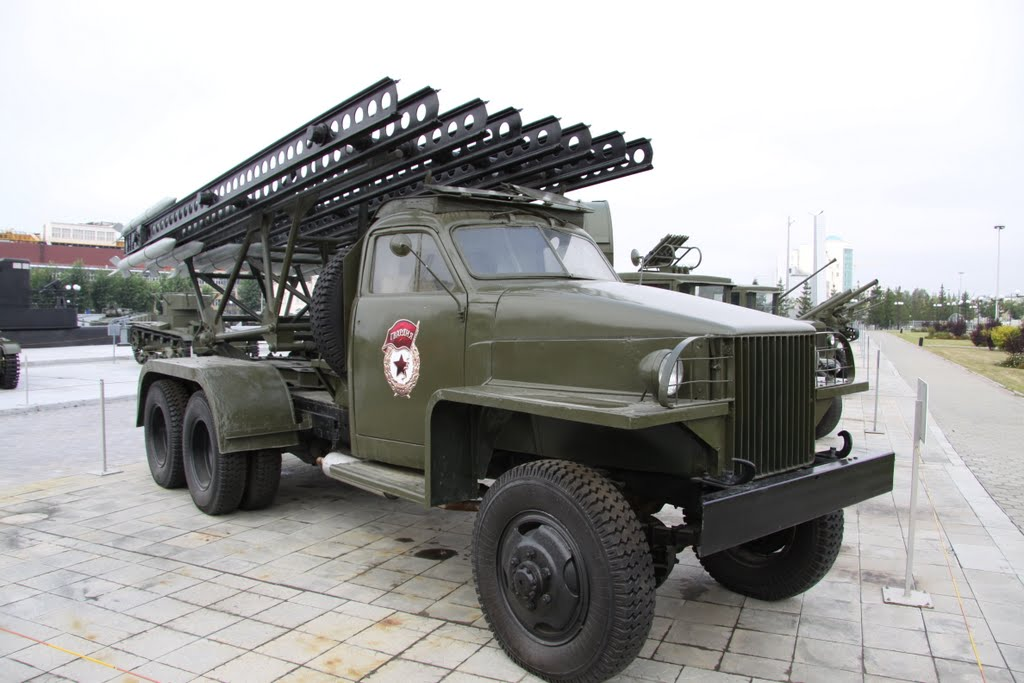
Dàn phóng rocket BM-13N Katyusha được lắp trên khung gầm xe tải Studebaker US6

## Viện trợ của Vương quốc Anh dành cho Liên Xô

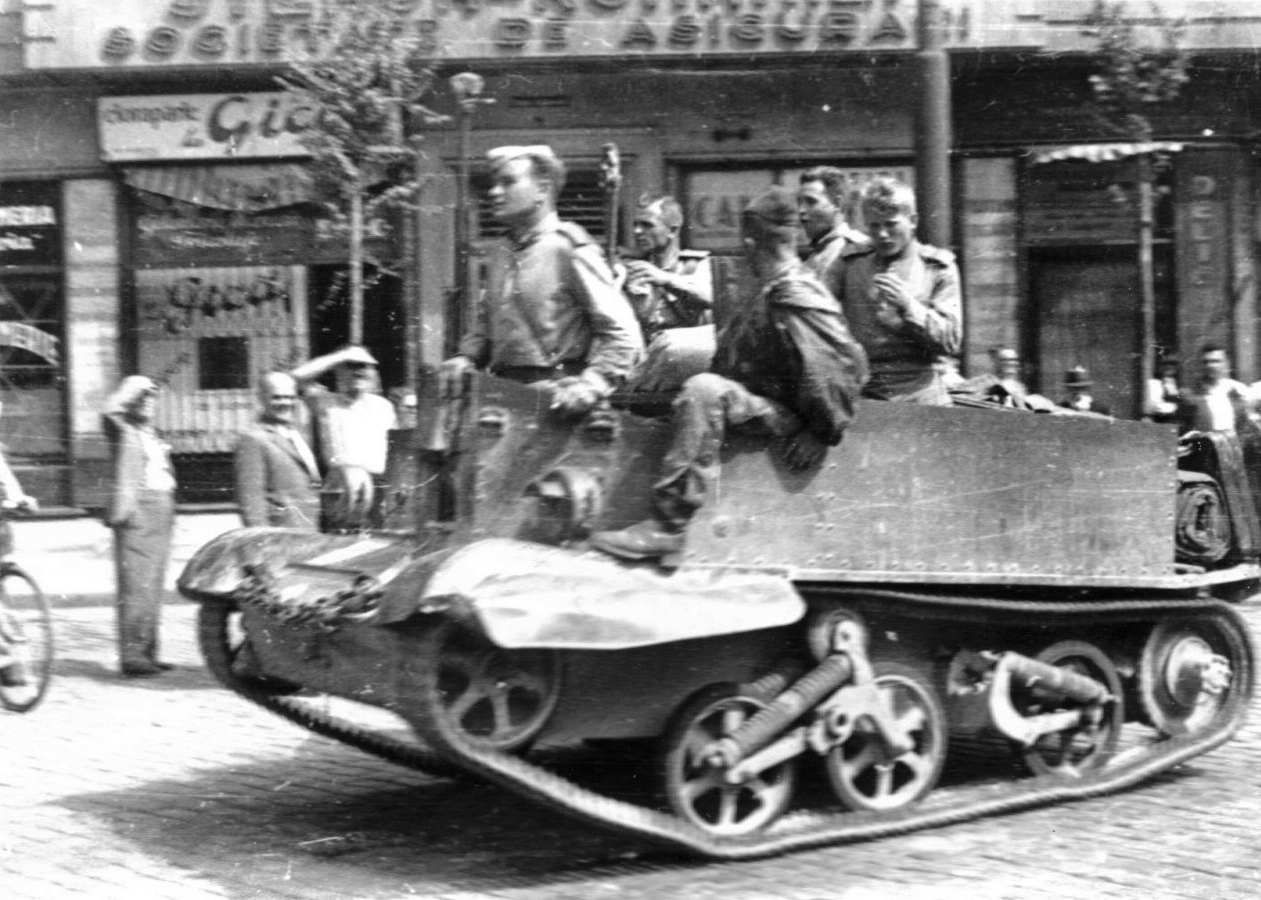
Hồng quân Liên Xô với xe thiết giáp hạng nhẹ Universal Carrier, tại Bucharest gần đại lộ Carol I.

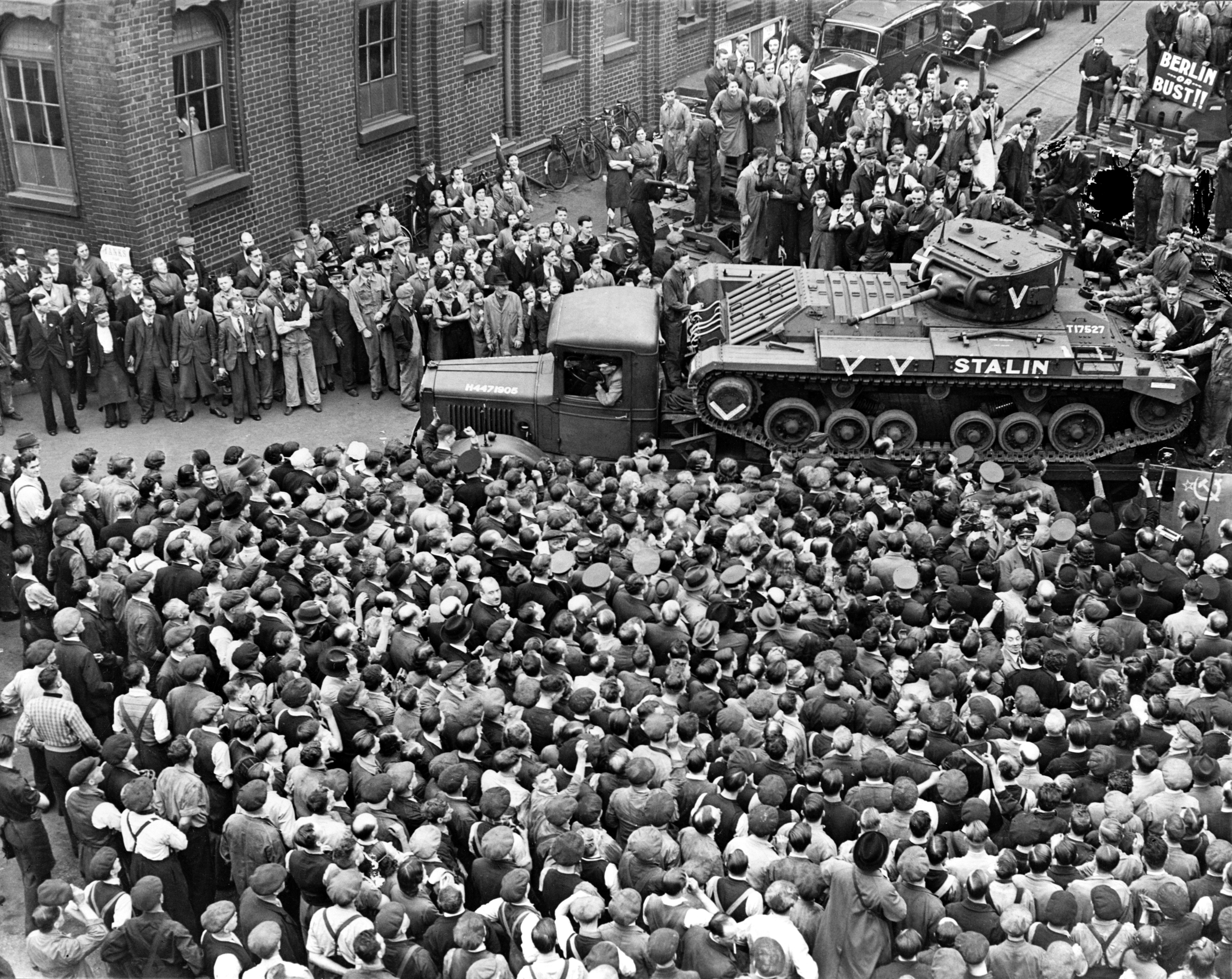
Một chiếc xe tăng Valentine được chế tạo cho Liên Xô đang rời nhà máy ở Anh.

Tháng 6 năm 1941, khoảng vài tuần sau khi Đức xâm lược Liên Xô, chuyến hàng viện trợ đầu tiên được Anh chuyển cho Liên Xô qua tuyến đường vận tải trên biển Bắc cực, các tàu vận tải cập bến cảng Murmansk vào tháng 9. Trong chiến dịch Benedict, Không đoàn số 151 với phi công và thợ máy cùng với 40 chiếc tiêm kích Hawker Hurricane được gửi sang Liên Xô với nhiệm vụ đào tạo các phi công Liên Xô và bảo vệ không phận của bến cảng. Đây là chuyến hàng viện trợ đầu tiên trong số các chuyến hàng tiếp theo được gửi đến cảng Murmansk và Arkhangelsk, còn được biết đến dưới tên gọi đoàn tàu hộ tống Bắc cực, đổi lại, các tàu hàng sẽ vận chuyển vàng, được Liên Xô sử dụng để trả cho Hoa Kỳ.

Vào cuối năm 1941, các lô hàng bao gồm xe tăng Matilda, Valentine và xe tăng hạng nhẹ Mk VII Tetrarch ban đầu chỉ chiếm 6,5% tổng sản lượng xe tăng của Liên Xô nhưng hơn 25% xe tăng hạng trung và hạng nặng đã được Anh viện trợ cho Hồng quân. Xe tăng Anh lần đầu tiên xuất kích cùng Tiểu đoàn xe tăng độc lập 138 trong trận Moskva vào ngày 20 tháng 11 năm 1941. Tổng cộng, xe tăng được cung cấp qua chương trình Lend-Lease chiếm từ 30 đến 40% số lượng xe tăng hạng nặng và hạng trung của Hông quân trong trận đánh bảo vệ Moskva.

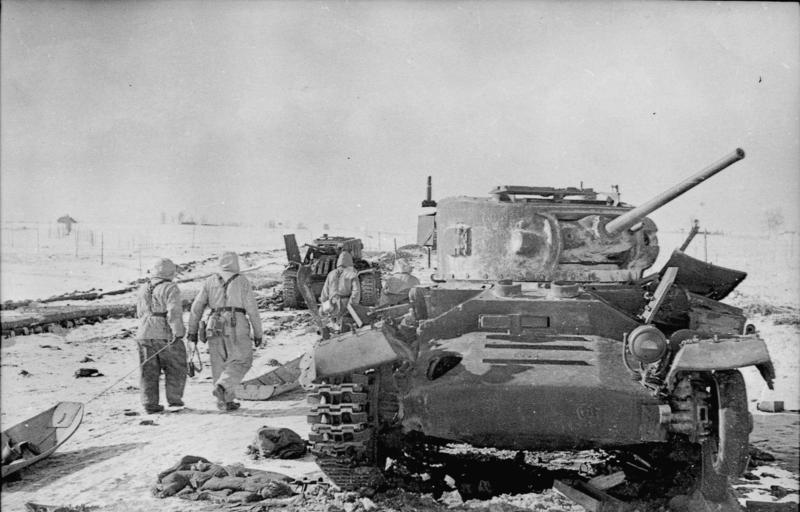
Một chiếc Xe tăng Valentine Mk III của Hồng quân bị phá hủy bởi quân Đức tại Liên Xô, tháng 1 năm 1944.

Từ tháng 6 năm 1941 đến tháng 5 năm 1945, Anh đã chuyển giao cho Liên Xô:
- 3.000+ máy bay chiến đấu Hawker Hurricane
- 4.000+ các loại máy bay chiến đấu khác
- 27 tàu chiến
- 5.218 xe tăng (gồm có 1.380 xe tăng Valentine do Canada sản xuất)
- 5.000+ súng chống tăng
- 4.020 xe cứu thương và xe tải.
- 323 xe công trình
- 1.212 xe thiết giáp hạng nhẹ Universal Carrier và xe trinh sát Loyd Carrier (cộng thêm 1.348 chiếc từ Canada)
- 1.721 xe mô tô.
- 1.15 tỉ bảng Anh động cơ máy bay.
- 1.474 bộ radar.
- 4.338 bộ radio.
- 600 bộ radar cho hải quân và sonar.
- Hàng trăm pháo hải quân.
- 15 triệu đôi ủng.

Tổng cộng, 4 triệu tấn hàng hóa thiết bị quân sự gồm cả thực phẩm và thiết bị y tế được chuyển giao. Đạn dược khoảng 308 triệu bảng (không bao gồm đạn pháo hải quân), thực phẩm và khoáng sản thô tổng trị giá 120 triệu bảng. Các khoản viện trợ quân sự của Anh cho Liên Xô hoàn toàn miễn phí.

## Lend-lease nghịch đảo
Reverse Lend-lease là chương trình hỗ trợ các thiết bị quân sự và dịch vụ của các nước Đồng minh cho Hoa Kỳ. Theo đó, gần 8 tỷ USD hàng quân sự (tương đương 124 tỷ USD ngày nay) đã được các nước Đồng minh cung cấp cho Mỹ, 90% trong số này đến từ Vương quốc Anh. Các mặt hàng được Anh cung cấp cho Mỹ bao gồm xe cứu thương dùng cho quân đội Austin K2/Y, bugi đánh lửa sử dụng cho máy bay ném bom B-17 Flying Fortress, Ngoài ra, Canada cung cấp các ống phóng chống tàu ngầm Fairmile, máy bay trinh sát Mosquito, và Ấn Độ cung cấp dầu mỏ. Trong khi đó, Australia và New Zealand cung cấp một lượng lớn thực phẩm cho các lực lượng Hoa Kỳ ở Nam Thái Bình Dương.
Liên Xô cũng cung cấp cho Mỹ nhiều khoáng sản quan trọng, bao gồm 300.000 tấn quặng chromi, 32.000 tấn quặng mangan, và một lượng lớn platinum, vàng và gỗ.

## Các lợi ích Mỹ nhận được để đổi lấy viện trợ
Để đổi lại sự giúp đỡ của Mỹ, người Anh đã cung cấp cho người Mỹ các công nghệ quân sự quan trọng, bao gồm radar, sonar, động cơ phản lực không khí, vũ khí chống tăng, tên lửa, bộ siêu nạp, máy ngắm dùng trên máy bay, công nghệ dò tìm tàu ngầm, thùng nhiên liệu tự hàn kín, và chất nổ dẻo, cũng như đóng góp vào dự án Manhattan. Phần lớn được diễn ra trong sứ mệnh Tizard.
Liên Xô đã giúp đỡ Hoa Kỳ về việc cho phép Hoa Kỳ hạ cánh, dịch vụ bảo trì và tiếp liệu ở các sân bay vùng viễn Đông để hỗ trợ quân đội Trung hoa dân quốc, một số máy móc công nghiệp và khoáng sản quý hiếm đã được gửi cho Mỹ, tính tổng cộng trị giá 2 triệu đô la. Năm 1972, Hoa Kỳ chấp nhận đề nghị từ Liên Xô để hoàn trả 722 triệu đô la cho các chuyến hàng ngũ cốc từ Hoa Kỳ, với phần còn lại sẽ được xóa bỏ. Trong thời kỳ chiến tranh, Liên Xô đã cung cấp một số lượng không xác định các lô hàng khoáng sản quý hiếm cho Bộ Tài chính Hoa Kỳ như một hình thức trả nợ Lend-Lease không dùng tiền mặt. Điều này đã được thỏa thuận trước khi ký kết Lend-Lease vào ngày 1 tháng 10 năm 1941. Một số chuyến hàng tử Liên Xô trở về Mỹ đã bị quân Đức ngăn chặn. Vào tháng 5 năm 1942, tàu tuần dương hạng nhẹ HMS Edinburgh (16) đã bị đánh chìm khi đang chở 4,5 tấn vàng của Liên Xô để trả cho Bộ Tài chính Hoa Kỳ. Số vàng này đã được trục vớt vào năm 1981 và 1986. Vào tháng 6 năm 1942, SS  Port Nicholson bị đánh chìm khi đang trên đường từ Halifax đến New York, được cho là có mang theo bạch kim, vàng và kim cương của Liên Xô trên tàu; xác tàu được phát hiện vào năm 2008. Tuy nhiên số hàng hóa này không được trục vớt, và các tài liệu về kho báu trên các con tàu chưa từng được đưa ra.

### Trích dẫn
1. ↑  Crossed Currents. 1999. tr. 28. ISBN 9781574881936. {{Chú thích sách}}: Đã bỏ qua tham số không rõ |authors= (trợ giúp)
2. 1 2  McNeill. America, Britain and Russia. tr. 778.
3. ↑  Granatstein, J. L. (1990). Canada's War: The Politics of the Mackenzie King Government, 1939–1945. tr. 315.
4. 1 2  Crowley, Leo T. "Lend-Lease". In Walter Yust, ed., 10 Eventful Years (Chicago: Encyclopædia Britannica Inc., 1947), 1:520, 2:858–860.
5. ↑  "Bản sao đã lưu trữ". Bản gốc lưu trữ ngày 24 tháng 9 năm 2018. Truy cập ngày 26 tháng 9 năm 2018.
6. ↑  Christopher D. O'Sullivan (2014). Harry Hopkins: FDR's Envoy to Churchill and Stalin. Rowman & Littlefield. tr. 53. ISBN 9781442222229.
7. 1 2  "Congress, Neutrality, and Lend-Lease". U.S. National Archives and Records Administration. Truy cập ngày 7 tháng 5 năm 2019. Bài viết này tích hợp văn bản từ nguồn này, vốn thuộc phạm vi công cộng.
8. ↑  Allen 1955, tr. 807–912
9. ↑  "17 Billion Budget Drafted; Defense Takes 10 Billions." The New York Times, ngày 28 tháng 12 năm 1940.
10. ↑  "Letter, Winston Churchill to Franklin Roosevelt, ngày 7 tháng 12 năm 1940, pages 14-15 – FDR Library" (PDF).
11. ↑  Hind, Angela (ngày 5 tháng 2 năm 2007). "Briefcase 'that changed the world'". BBC News. Truy cập ngày 25 tháng 5 năm 2010.
12. ↑  James Phinney Baxter III (Official Historian of the Office of Scientific Research and Development), Scientists Against Time (Boston: Little, Brown, and Co., 1946), page 142.
13. ↑  "Radar". Newsweek. ngày 1 tháng 12 năm 1997.
14. ↑  Brennen, James W. (tháng 9 năm 1968), The Proximity Fuze Whose Brainchild?, United States Naval Institute Proceedings.
15. ↑  "Bill to Aid Britain Strongly Backed." The New York Times, ngày 9 tháng 2 năm 1941.
16. ↑  Dorris, Henry. "No Vital Changes." The New York Times, ngày 9 tháng 2 năm 1941.
17. ↑  Hinton, Harold B. "All Curbs Downed". The New York Times, ngày 9 tháng 3 năm 1941.
18. ↑  Weeks 2004, tr. 24
19. ↑  Neiberg 2004, tr. 118–119
20. ↑  H. G. Nicholas, ed., Washington Dispatches 1941–1945: Weekly Political Reports from the British Embassy (1981) pp. 113, 148, 238, 262, 338, 351, 359
21. ↑  "Anglo-American Mutual Aid Agreement, ngày 28 tháng 2 năm 1942" – qua Wikisource.
22. ↑  Allen, R.G.D. (1946). "Mutual Aid Between the U.S. and The British Empire, 1941-45". Journal of the Royal Statistical Society. Quyển 109 số 3. tr. 243–277. doi:10.2307/2981369. JSTOR 2981369.
23. ↑  Wolfgang Schumann (et al.): Deutschland im Zweiten Weltkrieg. Akademie-Verlag, Berlin 1982, Bd. 3, S. 468.(German Language)
24. ↑  Johnston, Louis; Williamson, Samuel H. (2023). "What Was the U.S. GDP Then?". MeasuringWorth. Truy cập ngày 30 tháng 11 năm 2023. United States Gross Domestic Product deflator figures follow the Measuring Worth series.
25. ↑  1688 to 1923: Geloso, Vincent, A Price Index for Canada, 1688 to 1850 (December 6, 2016). Afterwards, Canadian inflation numbers based on Statistics Canada tables 18-10-0005-01 (formerly CANSIM 326-0021) "Consumer Price Index, annual average, not seasonally adjusted". Statistics Canada. Truy cập ngày 17 tháng 4 năm 2021. and table 18-10-0004-13 "Consumer Price Index by product group, monthly, percentage change, not seasonally adjusted, Canada, provinces, Whitehorse, Yellowknife and Iqaluit". Statistics Canada. Truy cập ngày 17 tháng 4 năm 2021.
26. ↑  Granatstein, J.L. (1990). Canada's War: The Politics of the Mackenzie King Government, 1939–1945. tr. 315.
27. 1 2 3 4  Weeks 2004, tr. 9
28. 1 2  Bishop, Chris (ngày 5 tháng 7 năm 2002). The Encyclopedia of Weapons of World War II. Sterling Publishing Company, Inc. ISBN 9781586637620 – qua Google Books.
29. ↑  "How America Helped Build the Soviet Machine | AMERICAN HERITAGE".
30. ↑  "Ford Motor Company signs agreement with Soviet Union".
31. ↑  Budnitsky, Oleg. "Russian historian: Importance of Lend-Lease cannot be overestimated". Russia Beyond the Headlines (Phỏng vấn).
32. ↑  Hill, Alexander (ngày 10 tháng 12 năm 2008). The Great Patriotic War of the Soviet Union, 1941–45: A Documentary Reader. tr. 188. ISBN 9781135765262.
33. ↑  Weeks 2004, tr. 146
34. ↑  "Russia and Serbia, A Century of Progress in Rail Transport". A Look at Railways History in 1935 and Before. Open Publishing. tháng 7 năm 2008. Bản gốc lưu trữ ngày 11 tháng 2 năm 2021. Truy cập ngày 9 tháng 6 năm 2016.
35. ↑  Roger Munting, "Lend-Lease and the Soviet War Effort." Journal of Contemporary History 19, no. 3 (1984): pp. 495-510. Truy cập November 1, 2011.
36. ↑  Roger Munting, The Economic Development of the U.S.S.R (New York: St. Martin's Press, 1984), 118
37. ↑  https://notevenpast.org/lend-lease/
38. ↑  M. Harrison (1993). The Soviet Economy and relation to the United States and Britain, 1941-1945. Department of Economics. P47
39. ↑  Glantz, David M. (1995). When Titans Clashed: How the Red Army Stopped Hitler. House, Jonathan M. (Jonathan Mallory). Lawrence, Kan.: University Press of Kansas. tr. 285. ISBN 9780700607174. OCLC 32859811.
40. ↑  ngày 17 tháng 12 năm 1940 Press Conference
41. ↑  Taft, Robert Alphonso; Wunderlin, Clarence E. (1997). The Papers of Robert A. Taft: 1939–1944. Kent State University Press. tr. 227. ISBN 9780873386791. Truy cập ngày 9 tháng 3 năm 2018.
42. ↑  "Lend-Lease and Military Aid to the Allies in the Early Years of World War II". Office of the Historian (bằng tiếng Anh). United States Department of State. Truy cập ngày 9 tháng 3 năm 2018.
43. ↑  Hans-Adolf Jacobsen: 1939–1945, Der Zweite Weltkrieg in Chronik und Dokumenten. Darmstadt 1961, p. 568. (German Language)
44. ↑  "Lend-Lease". Not Even Past. ngày 21 tháng 9 năm 2011.
45. ↑  The United States at war; development and administration of the war program by the federal government (Báo cáo). Bureau of the Budget. 1946. tr. 82. Truy cập ngày 29 tháng 5 năm 2015. On ngày 7 tháng 10 năm 1941, the President approved the Moscow Protocol under which it was agreed to furnish certain materials to Russia.
46. 1 2 3  Kemp p235
47. ↑  Sea routes of Soviet Lend-Lease:Voice of Russia Lưu trữ ngày 1 tháng 4 năm 2012 tại Wayback Machine Ruvr.ru. Retrieved: ngày 16 tháng 12 năm 2011
48. ↑  Zaloga (Armored Thunderbolt) p. 28, 30, 31
49. ↑  Lend-Lease Shipments: World War II, Section IIIB, Published by Office, Chief of Finance, War Department, ngày 31 tháng 12 năm 1946, p. 8.
50. ↑  Hardesty 1991, tr. 253
51. ↑  Lưu trữ ngày 6 tháng 5 năm 2017 tại Wayback Machine Lưu trữ ngày 6 tháng 5 năm 2017 tại Wayback Machine Lưu trữ ngày 6 tháng 5 năm 2017 tại Wayback Machine World War II The War Against Germany And Italy Lưu trữ ngày 6 tháng 5 năm 2017 tại Wayback Machine, US Army Center of Military History, page 158.
52. ↑  "The five Lend-Lease routes to Russia". Engines of the Red Army. Bản gốc lưu trữ ngày 12 tháng 12 năm 2003. Truy cập ngày 12 tháng 7 năm 2014.
53. ↑  Motter, T.H. Vail (1952). The Persian Corridor and Aid to Russia. Center of Military History. tr. 4–6. Truy cập ngày 12 tháng 7 năm 2014.
54. ↑  Soviet Supply Protocols. US Government Printing Office. Washington. D.C. 4 Ottawa Protocol (ngày 1 tháng 7 năm 1944-ngày 30 tháng 6 năm 1945)
55. ↑  Маслов В.А. Бомбардировщик Пе-8. Москва. Коллекция. Яуза. Эксмо. 2009. стр. 4, 48/Maslov MA Bomber PE-8. Moscow. Collection. Yauza. Exmo. 2009. p. 4, 48.
56. ↑  Deane, John R. 1947. The Strange Alliance, The Story of Our Efforts at Wartime Co-operation with Russia. The Viking Press.
57. ↑  "$220 Million in Gold Bullion was Recovered from HMS Edinburgh". ngày 27 tháng 7 năm 2020.
58. ↑  Krivosheev, G. F. (1997). Soviet Casualties and Combat Losses in the Twentieth Century. London: Greenhill Books. tr. 252. ISBN 978-1853672804.
59. ↑  Suprun, Mikhail (1997). Ленд-лиз и северные конвои (Lend-Lease and Northern Convoys), 1941–1945. Moscow: Андреевский флаг. tr. 358. ISBN 978-5-85608-081-9.
60. ↑  Secret Cipher Telegram. From: 30 Military Mission. To: The War Office. Recd 11/12/41. TNA WO 193/580
61. ↑  Hill, Alexander (2006). "British "Lend-Lease" Tanks and the Battle for Moscow, November–December 1941". The Journal of Slavic Military Studies. Quyển 19 số 2. tr. 289–294. doi:10.1080/13518040600697811. S2CID 144333272.
62. ↑  Biriukov, Nikolai (2005). Tanki – frontu! Zapiski sovetskogo generala [Tanks-front! Notes of a Soviet General]. Smolensk: Rusich. tr. 57. ISBN 978-5813806612.
63. ↑  "ВИФ2 NE: Ветка: Re: А разве". Vif2ne.org. Truy cập ngày 30 tháng 12 năm 2016.
64. ↑  "Russia (British Empire War Assistance)", House of Commons Debates, quyển 421, Hansard, cc2513-9, ngày 16 tháng 4 năm 1946, Bản gốc lưu trữ ngày 26 tháng 9 năm 2012, truy cập ngày 30 tháng 12 năm 2016
65. 1 2 3  Schreiber, O. (tháng 9 năm 1951). "Tenth Anniversary of Lend-Lease: How America Gave Aid to Her Allies". The Australian Quarterly. Quyển 23 số 3. tr. 64–67. doi:10.2307/20633372. JSTOR 20633372.
66. ↑  "Report to Congress on Reverse Lend-Lease". American Presidency Project. ngày 11 tháng 11 năm 1943. Truy cập ngày 2 tháng 4 năm 2021.
67. ↑  Baker, J. V. T. (1965). War Economy. Wellington: Historical Publications Branch.
68. ↑  "Salvor's report citing recovery of further 29 bars".[liên kết hỏng]
69. ↑  "Treasure hunters 'find $3 billion in platinum on sunken WW2 British ship'". The Daily Telegraph. London. ngày 2 tháng 2 năm 2012. Bản gốc lưu trữ ngày 14 tháng 3 năm 2012. Truy cập ngày 12 tháng 1 năm 2017. {{Chú thích báo}}: Đã bỏ qua tham số không rõ |authors= (trợ giúp)
70. ↑  "British cast doubt on treasure find". Associated Press. ngày 5 tháng 2 năm 2012. Truy cập ngày 6 tháng 2 năm 2012.

### Sách
- Allen, H.C. (1955), Britain and the United States, New York: St. Martin's Press
- Black, Conrad (2003), Franklin Delano Roosevelt, Champion of Freedom, New York: Public Affairs, ISBN 1-58648-184-3
- Bryce, Robert B. Canada and the Cost of World War II: The International Operations of Canada's Department of Finance, 1939–1947 (2005) ch 7 on Mutual Aid
- Buchanan, Patrick. Churchill, Hitler and the Unnecessary War. New York: Crown, 2008. ISBN 978-0-307-40515-9.
- Campbell, Thomas M. and George C. Herring, eds. The Diaries of Edward R. Stettinius, Jr., 1943–1946. Lưu trữ ngày 4 tháng 1 năm 2013 tại archive.today New York: Franklin Watts, Inc., 1975. ISBN 0-531-05570-1.
- Clarke, Sir Richard. Anglo-American Economic Collaboration in War and Peace, 1942–1949. Oxford University Press, 1982. ISBN 0-19-828439-X.
- Crowley, Leo T. "Lend Lease" in Walter Yust, ed. 10 Eventful Years, 1937 – 1946 Chicago: Encyclopædia Britannica, 1947, pp. 858–860.
- Dawson, Raymond H. The Decision to Aid Russia, 1941: Foreign Policy and Domestic Politics. Lưu trữ ngày 4 tháng 1 năm 2013 tại archive.today Chapel Hill, North Carolina: University of North Carolina Press, 1959.
- Dobson, Alan P. U.S. Wartime Aid to Britain, 1940–1946. London: Croom Helm, 1986. ISBN 0-7099-0893-8.
- Gardner, Richard N. Sterling-Dollar Diplomacy. Oxford: Clarendon Press, 1956.
- Granatstein, J. L. (1990), Canada's War: The Politics of the McKenzie King Government, 1939–1945, Toronto, Ontario, Canada: Firefly Books, ISBN 0-88619-356-7
- Hancock, G.W. and M.M. Gowing. British War Economy (1949) pp 224–48 Official British history
- Havlat, Denis. "Western Aid for the Soviet Union During World War II: Part I." Journal of Slavic Military Studies 30.2 (2017): 290–320; . "Western Aid for the Soviet Union During World War II: Part II." Journal of Slavic Military Studies 30.4 (2017): 561–601. Argues the supplies made a decisive contribution to Soviet victory, despite denials by Stalinist historians.
- Herring Jr. George C. Aid to Russia, 1941–1946: Strategy, Diplomacy, the Origins of the Cold War. Lưu trữ ngày 4 tháng 1 năm 2013 tại archive.today New York: Columbia University Press, 1973. ISBN 0-231-03336-2.
- Kemp, P. Convoy: Drama in Arctic Waters. Minneapolis, Minnesota: Book Sales Inc., 2004, First edition 1993. ISBN 978-0-78581-603-4.
- Kimball, Warren F. The Most Unsordid Act: Lend-Lease, 1939–1941. Baltimore, Maryland: Johns Hopkins University, 1969. ISBN 0-8018-1017-5.
- Kindleberger, Charles P. (1984), A Financial History of Western Europe, Oxford, UK: Oxford University Press, ISBN 0-19-507738-5
- Langer, William L. and S. Everett Gleason. "Chapters: 8–9." Lưu trữ ngày 8 tháng 12 năm 2012 tại archive.today The Undeclared War, 1940–1941. New York: Harper & Brothers, 1953.
- Louis, William Roger. Imperialism at Bay: The United States and the Decolonization of the British Empire, 1941–1945. Oxford University Press, 1977. ISBN 0-19-821125-2.
- Mackenzie, Hector. "Transatlantic Generosity: Canada's 'Billion Dollar Gift' to the United Kingdom in the Second World War." International History Review, Volume 24, Issue 2, 2012, pp. 293–314.
- McNeill, William Hardy. America, Britain, and Russia: their co-operation and conflict, 1941–1946 (1953), pp 772–90
- Milward, Alan S. War, Economy and Society. Harmondsworth: Pelican, 1977. ISBN 0-14-022682-6.
- Neiberg, Michael S. (2004), Warfare and Society in Europe: 1898 to the Present, London: Psychology Press, tr. 118–119, ISBN 978-0-415-32719-0
- Reynolds, David. The Creation of the Anglo-American Alliance 1937–1941: A Study on Competitive Cooperation. London: Europa, 1981. ISBN 0-905118-68-5.
- Romanus, Charles F. and Riley Sunderland. Stilwell's Mission to China. Lưu trữ ngày 4 tháng 1 năm 2013 tại archive.today Washington, D.C.: Office of the Chief of Military History, Dept. of the Army, 1953.
- Sayers, R.S. Financial Policy, 1939–45. Lưu trữ ngày 4 tháng 1 năm 2013 tại archive.today London: H.M. Stationery Office, 1956.
- Schama, Simon. A History of Britain, Vol. III. New York: Hyperion, 2002. ISBN 978-0-7868-6899-5.
- Sherwood, Robert E. Roosevelt and Hopkins: An Intimate History. Lưu trữ ngày 4 tháng 1 năm 2013 tại archive.today New York: Enigma Books, 2008, First edition 1948 (1949 Pulitzer Prize winner). ISBN 978-1-929631-49-0.
- Stacey, C.P. (1970), Arms, Men and Governments: The War Policies of Canada 1939–1945, Ottawa, Canada: The Queen's Printer for Canada, ISBN 0-8020-6560-0
- Stettinius, Edward R. Lend-Lease, Weapon for Victory. New York: The Macmillan Company, 1944. OCLC 394271
- Taylor, A. J. P. Beaverbrook. New York: Simon & Schuster, 1972. ISBN 0-671-21376-8.
- Thorne, Christopher. Allies of a Kind: The United States, Britain and the War Against Japan, 1941–1945. Oxford, UK: Oxford University Press, 1978. ISBN 0-19-520173-6.
- Twenty-first Report to Congress on Lend-Lease Operations, p. 25.
- Weeks, Albert L. (2004), "Russia's Life-Saver: Lend-Lease Aid to the U.S.S.R. in World War II, Lanham, Maryland: Lexington Books, ISBN 978-0-7391-0736-2
- Weiss, Stuart L (1996), The President's Man: Leo Crowley and Franklin Roosevelt in Peace and War, Carbondale, Illinois: Southern Illinois University Press, ISBN 0-8093-1996-9, Bản gốc lưu trữ ngày 5 tháng 1 năm 2013, truy cập ngày 10 tháng 12 năm 2021
- Woods, Randall Bennett. A Changing of the Guard: Anglo-American Relations, 1941–1946. Lưu trữ ngày 4 tháng 1 năm 2013 tại archive.today Chapel Hill, North Carolina: University of North Carolina Press, 1990. ISBN 0-8078-1877-1.